# Dolichurus bimaculatus
Dolichurus bimaculatus är en  stekelart som beskrevs av Arnold 1928. Dolichurus bimaculatus ingår i släktet Dolichurus och familjen Ampulicidae. Inga underarter finns listade i Catalogue of Life.